# Bolsena
Bolsena (provincia de Viterbo, Lacio) es una localidad de Italia con cerca de 4.000 habitantes, ubicada a orillas del lago de Bolsena. Se la llama "la ciudad del milagro eucarístico", desde donde la solemnidad del Corpus Domini se extendió a toda la Iglesia católica.

## Tradiciones y fiestas
- 24 de julio Santa Cristina, mártir. La noche anterior se lleva a cabo la representación de los misterios de Santa Cristina: se montan cuadros vivientes llamados misterios, para recordar los sufrimientos de la santa niña. La procesión con la estatua de Santa Cristina hace una parada en cada representación. El vestuario y las escenas son de gran factura y la repartición de la participación en cuadros y otros elementos de la procesión siguen una tradición que se perpetúa de una generación en generación.

- Según la tradición católica, se celebra el milagro ocurrido en Bolsena en 1263. Un sacerdote nacido en Bohemia, durante la celebración de la Eucaristía en el sitio de la tumba de Santa Cristina habría sido acosado por la duda. Para convencerlo Dios hizo manar sangre de la hostia ya consagrada, sangre que se esparce sobre los corporales y el altar. El papa Urbano IV, que en ese momento se encontraba en las cercanías, en Orvieto, fue informado y envió al obispo Giacomo para recopilar datos sobre el suceso y traer las pruebas de lo ocurrido. Tras el examen de las evidencias el papa promulgó la celebración católica del Corpus Domini o Corpus Christi.

## Evolución demográfica
| Gráfica de evolución demográfica de Bolsena entre 1861 y 2001 |
|                                                               |
| Fuente ISTAT - elaboración gráfica de Wikipedia               |

## Administración
- Alcalde: Paolo Equitani, desde junio de 2004 (segundo mandato).
- Clasificación climática : zona D, 1932 GR/G